# Tunna (värdemått)
Tunna var förr ett värdemått. "Tunna guld" är lånad till Sverige från Tyskland (tonne goldes) och redan under 1500-talet värderad till 100 000 dal. smt. I Tyskland betydde "tonne goldes" 100 000 thaler. Värdet av en tunna guld i mynt varierade naturligtvis i Sverige med värdet av 1 dal. smt. Ursprungligen var det = 100 000 rdr spec. men fick, alltefter dalerns sjunkande värde, med tiden ett motsvarande mindre värde i riksdaler. Då enligt 1776 års myntrealisation 1 dal. smt sattes = ⅙ rdr spec., blev värdet av 1 tunna guld endast 16 666 ⅔ rdr spec. (under tiden 1807–30 = 16 666 ⅔ rdr i bankosedlar) = 66 666⅔ kr. Slutligen, efter 1830 års myntreform, då 1 rdr spec. var = 2 ⅔ rdr b:ko = 4 rdr rmt, d.v.s. = 16 dal. smt, var värdet av en tunna guld = 6 250 rdr spec. = 16 666 ⅔ rdr b:co = 25 000 kr.